# دالي واترس
دالي واترس (بالإنجليزية: Dale Waters)‏ (27 مايو 1909 في الولايات المتحدة - 19 ديسمبر 2001) هو لاعب كرة سلة أمريكي في مركز لاعب خط ‏. لعب مع فلوريدا غيتورز فوتبول ‏.

## وصلات خارجية
- دالي واترس على موقع كلية كرة السلة في سبورتس رفرنس.كوم (الإنجليزية)
- دالي واترس على موقع مرجع كرة القدم المحترفة.كوم (الإنجليزية)